# Cathédrale de Segni
La cathédrale de Segni est une église catholique romaine de Segni, en Italie. Il s'agit d'une co-cathédrale du diocèse suburbicaire de Velletri-Segni.